# 納特·桑德斯
納薩尼爾·「納特」·桑德斯（英語：Nathaniel "Nat" Sanders，1980年8月8日—）是一名美國剪輯師，因與德斯汀·丹尼爾·克雷頓和巴里·杰金斯的合作而知名。他憑藉《她和她的小鬼們》（2013年）和《月光男孩》（2016年）獲得獨立精神獎，並因後者獲得奧斯卡金像獎提名。

## 生平
桑德斯出生於康乃狄克州新倫敦。他在佛羅里達州立大學電影藝術學院主修電影，於2002年畢業。搬到好萊塢後，他作為剪輯師的第一份工作是在電視真人秀節目《減肥達人》中工作——當佛羅里達州立大學的另一位校友、編劇兼導演巴里·杰金斯在2008年拍攝《憂鬱的解藥》時，他辭去了這份工作，搬到舊金山進行剪輯工作（2014年，桑德斯曾感謝詹金斯「把我從電視真人秀的職業生涯中拯救出來」）。當《憂鬱的解藥》在2008年西南偏南電影節上首映時，桑德斯認識了導演琳恩·薛爾頓，並在不久後前往西雅圖剪輯她的電影《狂歡》，該電影於2009年上映
在《憂鬱的解藥》和《狂歡》上映後，桑德斯在2009年被《電影人》雜誌評為「獨立電影的25個新面孔」之一。他在日舞學院的導演實驗室工作，同時剪輯他的下一個項目，即2010年電影《免費贈品》。2010年，他在《微型傢俱》中飾演一個小角色；他與該片的編劇、導演和女主角莉娜·丹恩是朋友。桑德斯還剪輯了馬克和傑·杜普拉斯的電影《山寨奧運會》，該電影在最初拍攝的四年後於2012年上映。
桑德斯在2011年日舞影展上認識德斯汀·丹尼爾·克雷頓。2012年，克雷頓聘請桑德斯剪輯《她和她的小鬼們》，這是一部改編自克雷頓2009年同名短片的長篇電影。2014年3月，桑德斯因其在《她和她的小鬼們》中的工作而獲得首屆獨立精神獎最佳剪輯獎。在《她和她的小鬼們》之後，他剪輯了《大愛晚成》，這是他與琳恩·薛爾頓的第四次合作，以及由馬克和傑·杜普拉斯創作的HBO系列影集《兩對鴛鴦一張床》第一季。
2016年，桑德斯與喬伊·麥克米倫一起剪輯巴里·杰金斯的電視劇《月光男孩》。桑德斯負責剪輯第一和第二章，而麥克米倫負責第三章。這對組合的工作獲得許多讚譽，並且都獲得第89屆奧斯卡金像獎最佳影片剪輯提名。
他與妻子居住於洛杉磯。

## 影視作品

### 電影
| 年份 | 標題               | 導演                       |
| ---- | ------------------ | -------------------------- |
| 2008 | 《憂鬱的解藥》     | 巴里·杰金斯                |
| 2019 | 《狂歡》           | 琳恩·薛爾頓                |
| 2010 | 《免費贈品》       | 凱蒂·阿賽爾頓              |
| 2011 | 《On the Ice》     | Andrew Okpeaha MacLean     |
| 2011 | 《忽然搭上妳家姊》 | 琳恩·薛爾頓                |
| 2012 | 《山寨奧運會》     | 馬克·杜普拉斯、傑·杜普拉斯 |
| 2013 | 《她和她的小鬼們》 | 德斯汀·丹尼爾·克雷頓       |
| 2014 | 《大愛晚成》       | 琳恩·薛爾頓                |
| 2016 | 《月光男孩》       | 巴里·杰金斯                |
| 2017 | 《玻璃城堡》       | 德斯汀·丹尼爾·克雷頓       |
| 2018 | 《 》              | 巴里·杰金斯                |
| 2019 | 《》               | 德斯汀·丹尼爾·克雷頓       |
| 2021 | 《》               | 德斯汀·丹尼爾·克雷頓       |
| 2023 | 《下一球，勝利》   | 塔伊加·維迪提              |

### 電視
| 年份 | 標題               | 導演                       |
| ---- | ------------------ | -------------------------- |
| 2015 | 《兩對鴛鴦一張床》 | 馬克·杜普拉斯、傑·杜普拉斯 |

## 外部連結
- 納特·桑德斯在互联网电影资料库（IMDb）上的資料（英文）